# Trichomycterus santaeritae
Trichomycterus santaeritae és una espècie de peix de la família dels tricomictèrids i de l'ordre dels siluriformes. Poden assolir els 6,6 cm de llargària total. Es troba al Brasil.